# Catedral de Christchurch
La catedral de Christchurch (en inglés ChristChurch Cathedral) es una catedral anglicana en Christchurch, Nueva Zelanda, construida en la segunda mitad del siglo XIX. Está situada en el centro de la ciudad, rodeada por la Plaza de la Catedral. Es la sede de la Diócesis Anglicana de Christchurch.
La nave y la torre fueron consagradas en 1881, el edificio no se terminó hasta 1904.

## Historia
La catedral fue diseñada originalmente por el arquitecto británico sir George Gilbert Scott, y  con la revisión del arquitecto neozelandés Benjamin Mountfort. Los planos iniciales eran de un edificio de madera, pero fueron cambiados con el descubrimiento de una piedra local de buena calidad. Las maderas de matai y totara procedentes de la Península de Banks fueron utilizadas para los soportes del tejado.
La torre de la catedral alcanza los 63 metros de altura, puede ser visitada y ofrece hermosas vistas de la ciudad. La torre ha sido dañada por terremotos en tres ocasiones.
La catedral sufrió reformas importantes entre los años 2006 y 2007, incluyendo la remoción y sustitución de las tejas de pizarra de su techumbre.

## Terremotos
A lo largo de su historia la catedral ha sido dañada por diversos terremotos, como en 1881, 1888, 1901, 1922, 2010 y 2011.
El 22 de febrero de 2011, un fuerte seísmo de 6,3 grados sacudió la ciudad de Christchurch, la catedral quedó prácticamente devastada y la torre en aguja se derrumbó completamente y cayó a la plaza. Sin embargo aunque su estructura quedó muy dañada, la mayor parte del cuerpo del edificio continuó en pie.
El 13 de junio de 2011, la catedral volvió a soportar otro terremoto 6,3 grados, el rosetón oeste de la catedral cayó y se planteó la posibilidad de si la catedral debería ser desacralizada y demolida. El 28 de octubre de ese año se anunció oficialmente que la catedral debería ser desacralizada y al menos parcialmente demolida. Finalmente el 9 de noviembre tuvo lugar una emotiva ceremonia de "desacralización".

## Galería

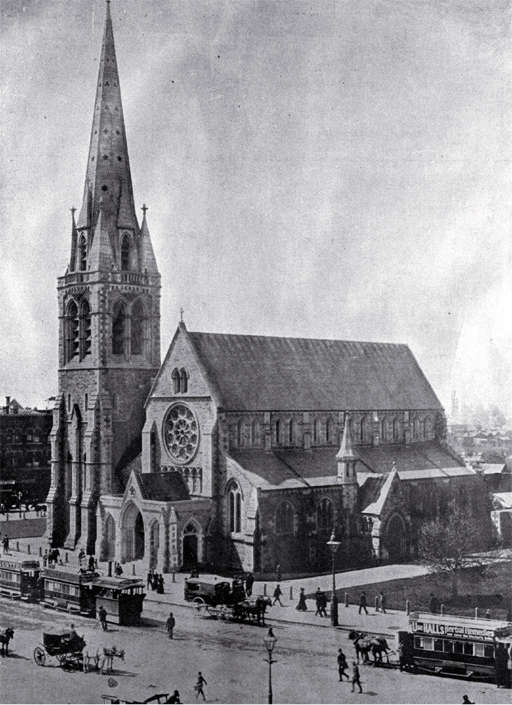
La catedral antes del terremoto de 1901 que dañó severamente su torre-campanario.
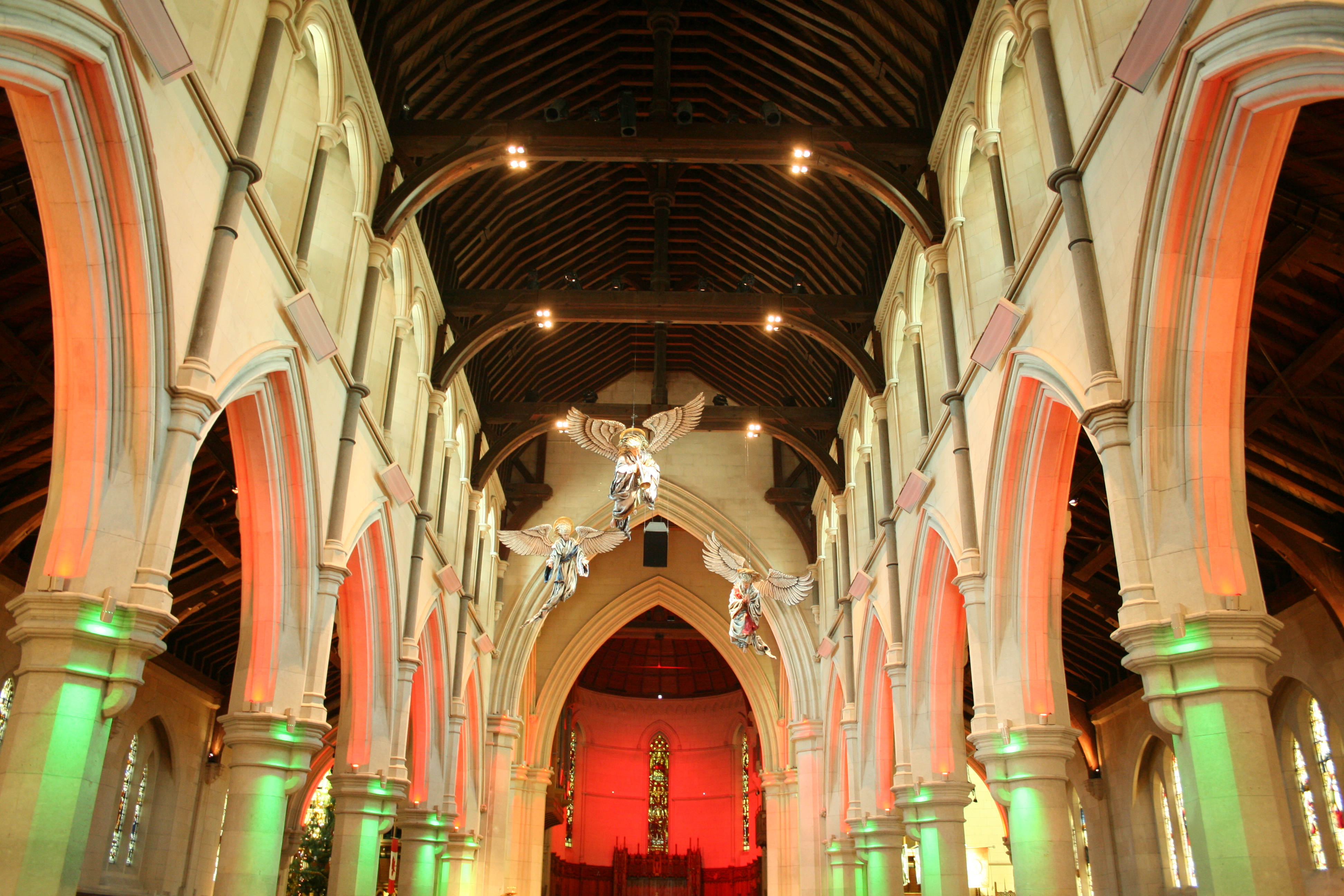
Interior de la nave central de la catedral.
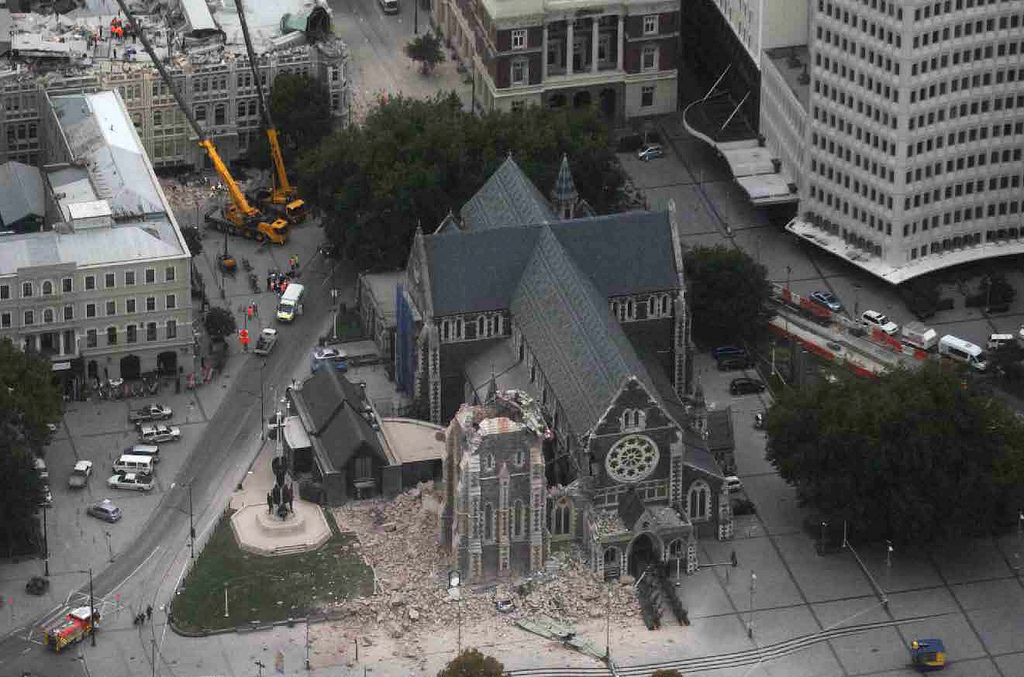
Vista aérea de la catedral tras el terremoto de febrero de 2011, en donde se aprecia la torre del campanario prácticamente destruida.
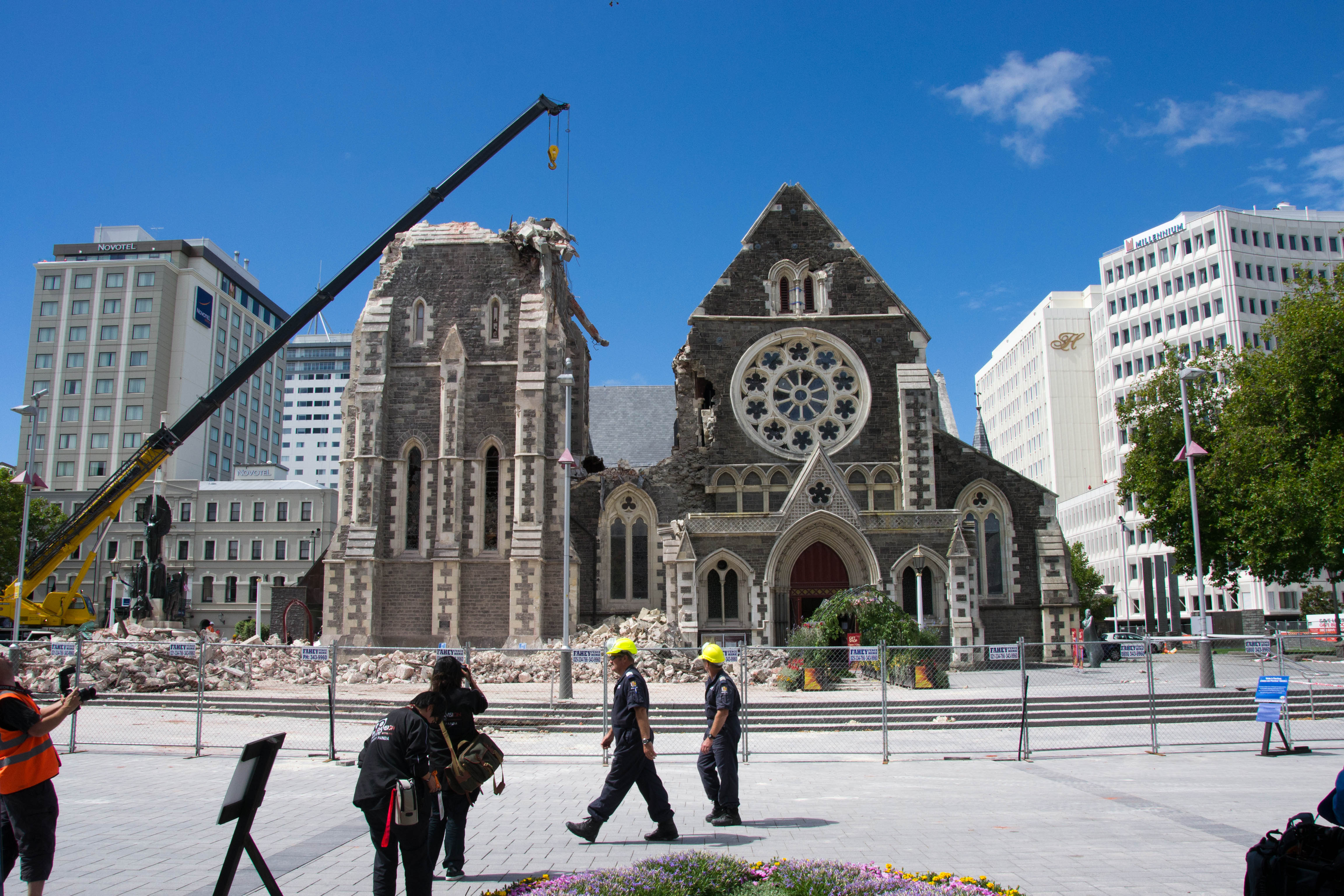
Fachada de la catedral tras el terremoto de 2011.